# 六郷政純
六郷 政純（ろくごう まさずみ）は、江戸時代後期の大名。出羽国本荘藩の第8代藩主。官位は従五位下・阿波守。

## 生涯
享和元年（1801年）、第7代藩主・六郷政速の三男として誕生した。母は側室。正室は永井直進の娘。
文化7年（1810年）10月13日、長兄・政芳の病気による廃嫡に伴い、政速の嫡子となる。文化9年（1812年）9月15日、11代将軍・徳川家斉に拝謁した。同年12月28日、政速の死去により家督を相続した。文化10年12月16日（1814年）、従五位下・阿波守に叙任する。
幼年で藩主となったため、藩政は家老の内本一九郎が掌握し、藩政改革を行なった。内本は人件費節約や領民に対しての御用金廃止、村名主の佐々木助右衛門登用などの人材登用で手腕を見せたが、藩内保守派の反発を受けて文化10年（1813年）3月に失敗に終わっている。政純自身は絵がうまかったと言われている。
文政5年（1822年）8月22日、嗣子なくして22歳で死去し、跡を養嗣子の政恒（政芳の長男）が継いだ。

## 系譜
父母
- 六郷政速（父）

正室
- 永井直進の娘

養子
- 六郷政恒 - 六郷政芳の長男